# Франк Фразета
Франк Фразета (на английски: Frank Frazetta) е американски илюстратор.

## Биография
Роден е на 9 февруари 1928 година в Бруклин, Ню Йорк. През 1960-те години придобива широка популярност като автор на комикси, корици на книги и филмови плакати, главно със сюжети, свързани с фентъзи и научна фантастика.
Умира на 10 май 2010 година във Форт Майърс, Флорида.